# Schizotetranychus dalbergiae
Schizotetranychus dalbergiae är en spindeldjursart som beskrevs av Meyer 1974. Schizotetranychus dalbergiae ingår i släktet Schizotetranychus och familjen Tetranychidae. Inga underarter finns listade i Catalogue of Life.